# آرمان رمزاني
آرمان رمزاني ((بالفارسية: آرمان رمضانی‏)؛ مواليد 22 يناير 1992) لاعب كرة قدم إيراني. يجيد اللعب في مركز الهجوم أو الجناح مع منتخب إيران الوطني و نادي نادي استقلال طهران لكرة القدم في دوري المحترفين الإيراني.

## روابط خارجية
- آرمان رمزاني على موقع قاعدة بيانات كرة القدم.إي يو (الإنجليزية)
- آرمان رمزاني على موقع Soccerway.com (الإنجليزية)
- آرمان رمزاني على موقع عالم كرة القدم.نت (الإنجليزية)